# Ochridacyclops brevicaudatus
Ochridacyclops brevicaudatus – gatunek widłonoga z rodziny Cyclopidae. Opisali go w 1964 roku chińscy zoolodzy Shen Jiarui i Dai Aiyun.